# Bagger 288

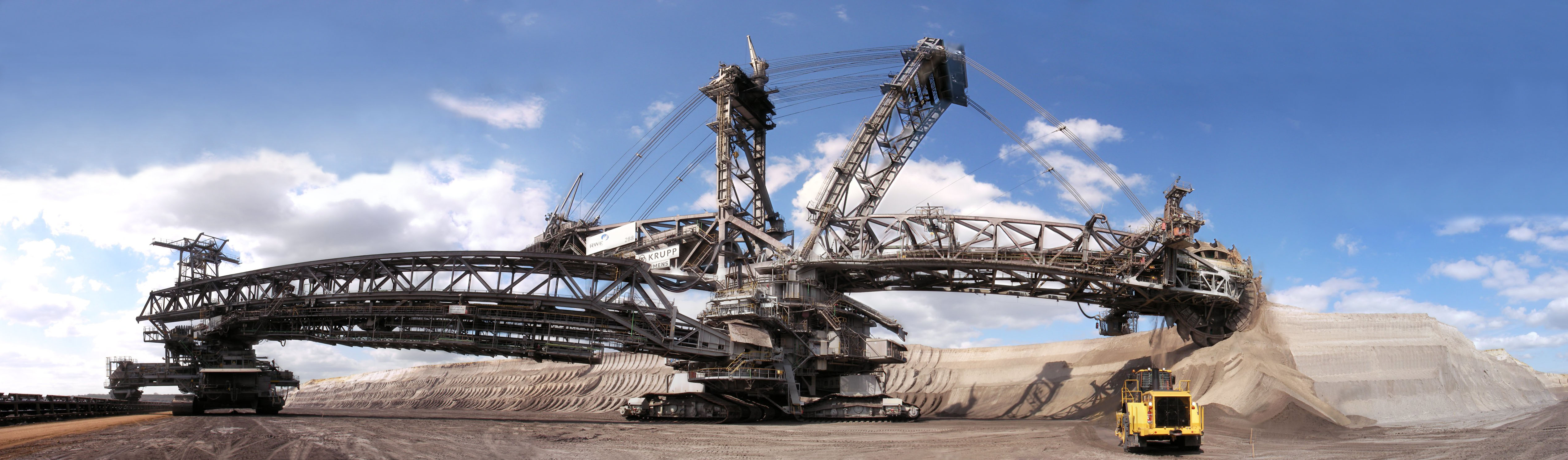
Bagger 288, med det stora grävhuvudet till höger i bild.

Bagger 288 är en av världens största skovelhjulsgrävmaskiner och en av världens största landgående fordon. Den är konstruerad av den tyska  Kruppkoncernen och används för gruvarbeten, framförallt i Rhenområdet. 
Bagger 288 kan gräva 240 000 ton per dag (ungefär 240 000 kubikmeter) vilket motsvarar ett hål stort som en fotbollsplan och 30 meter djupt. De uppgrävda jordmassorna transporteras bort av cirka 2 500 järnvägsvagnar. Själva grävmaskinen är 220 meter lång och nästan 100 meter hög och tar sig fram på 12 larvband som alla är 3,8 meter breda. Den stora yta som dessa band har gör att marktrycket inte är särskilt stort, ca 17,1 N/cm2. Detta medför att den kan transporteras på nästan vilket underlag som helst utan att sjunka ner särskilt djupt, inte ens på gräs. Den rör sig i 0,1-0,6 km/h och har en svängradie på ungefär 100 meter. Grävhuvudet är 21,6 meter i diameter och har 18 skopor som alla kan ta 6,6 kubikmeter jord.